# Bathydorus spinosus
Bathydorus spinosus är en svampdjursart som beskrevs av Schulze 1886. Bathydorus spinosus ingår i släktet Bathydorus och familjen Rossellidae. Inga underarter finns listade i Catalogue of Life.